# Demissão silenciosa
Demissão silenciosa (do ingês quiet quitting) é uma mentalidade na qual os funcionários limitam deliberadamente as atribuições pré-estabelecidas de seu cargo. Ou seja, atendem, mas não excedem, as expectativas previamente estabelecidas, nunca se voluntariam para tarefas adicionais e fazem tudo isso apenas para manter seu status de emprego atual, priorizando seu bem-estar a frente de metas organizacionais. Os funcionários pedem demissão silenciosamente devido à falta de motivação extrínseca, esgotamento e ressentimentos contra seus gerentes ou organizações. A demissão silenciosa é uma faca de dois gumes: embora ajude os trabalhadores a evitar o esgotamento, o envolvimento neste comportamento pode comprometer as suas carreiras profissionais.
Apesar do nome, a filosofia da demissão silenciosa não está ligada à demissão imediata do emprego, mas sim de evitar ir além no trabalho, fazendo o mínimo necessário e se envolvendo em atividades relacionadas ao trabalho apenas dentro horário de trabalho definido. Os defensores da demissão silenciosa também se referem a isso como "agir de acordo com seu salário" ou "contribuição calibrada" e dizem que o objetivo da demissão silenciosa não é principalmente perturbar o local de trabalho como parte de um movimento organizado, mas para evitar o esgotamento profissional e para reafirmar a autonomia e o equilíbrio entre vida pessoal e profissional a nível individual.

## Origens do Termo
Não há fontes verificáveis sobre quem cunhou a frase, mas acredita-se que ela tenha sido inspirada no movimento tang ping ("deitado") que começou em abril de 2021 nas redes sociais chinesas e se tornou uma palavra da moda no Sina Weibo. Mais tarde naquele ano, os usuários chineses da Internet combinaram tang ping com involução, um processo pesquisado pelo antropólogo americano Clifford Geertz em seu livro de 1963, Agricultural Involution. O livro ganhou atenção no final da década de 1980 a partir de pesquisas em ciências sociais sobre a China, o que fez com que o termo "involução" ganhasse grande atenção na China. Em 2020, "involução" tornou-se uma das palavras mais utilizadas nos meios de comunicação de língua chinesa, onde é usada para descrever a sensação de exaustão numa sociedade excessivamente competitiva.
Depois que tang ping se tornou uma palavra da moda e inspirou vários memes da Internet, a revista de negócios ABC Money afirmou que ele repercutiu em uma crescente maioria silenciosa de jovens desiludidos com o " Sonho Chinês " oficialmente endossado, que incentiva uma vida de trabalho duro e sacrifício sem nenhuma satisfação real na vida. mostre para isso. Um editorial publicado no jornal do Instituto Americano de Engenheiros Químicos definiu a demissão silenciosa como uma rejeição à " cultura da agitação " e à crença de que o valor do trabalho está intrinsecamente ligado ao número de horas.
O termo tornou-se popular em 2022 nos Estados Unidos, principalmente por meio da plataforma social de vídeo TikTok. Em 2022, o abandono silencioso experimentou um aumento na popularidade em várias publicações após um vídeo viral do TikTok inspirado em um artigo do Business Insider. Nesse mesmo ano, a Gallup descobriu que cerca de metade da força de trabalho dos EUA desistia silenciosamente.